# Подобино (Бежецкий район)
Подобино — деревня в Бежецком районе Тверской области. Относится к Городищенскому сельскому поселению.

## География
Находится в 11 километрах к востоку от районного центра Бежецк, к северу от деревни проходит железнодорожная линия Бологое — Сонково — Рыбинск.

## История
Деревня возникла в 1960-е годы как жилой посёлок животноводческого совхоза «Подобино». Название — по соседней железнодорожной станции Подобино (в 2 км к востоку, на территории Сонковского района). Название станции произошло от названия сельца (усадьбы) Подобино, ныне это деревня Красный Октябрь Сонковского района (в 2 км к северу от станции).
Сельцо Подобино в 1910-е годы было своеобразным поэтическим центром края. Сюда в гости к дворянам Неведомским приезжали их друзья — известные в России поэты Николай Степанович Гумилёв, Анна Андреевна Ахматова, а также Елизавета Юрьевна Кузьмина-Караваева, вошедшая позднее в историю как героиня французского Сопротивления мать Мария.

## Население
| 1859 | 2008 | 2010 |
| ---- | ---- | ---- |
| 77   | ↗397 | ↘376 |

В 1996 году — 151 хозяйство, 384 жителя. В 2002 году (перепись) — 369 жителей.

## Инфраструктура
Центральная усадьба СПК «Подобино». Средняя не полная школа, детсад, Дом культуры, почта, медпункт, магазины.